# Pierre-Louis Bouvier

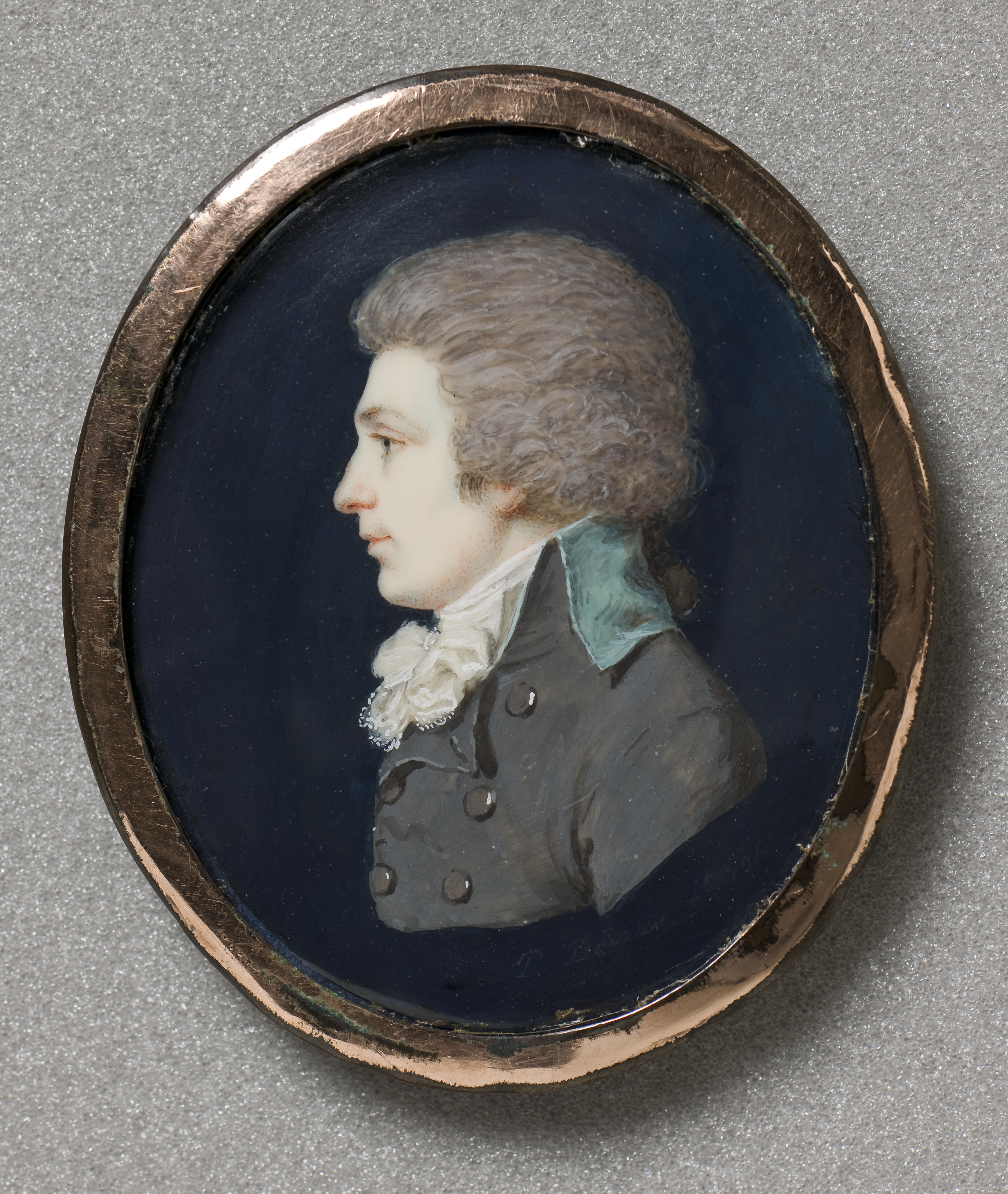
Selbstporträt

Pierre-Louis Bouvier (* 23. August 1765 in Genf; † 27. November 1836 ebenda) war ein Schweizer Miniaturmaler, Zeichner, Porträtmaler und Pädagoge sowie Verfasser eines Handbuchs der Ölmalerei und Erfinder einer Maschine zum Zerreiben von Pigmenten.

## Leben und Wirken
Pierre-Louis Bouvier wurde im Alter von dreizehn Jahren Schüler der öffentlichen Zeichenschule in Genf. Danach wurde er Lehrling beim Emailkünstler Louis-André Fabre, studierte dann drei Jahre lang an der Pariser Akademie der schönen Künste und im Atelier des berühmten Miniaturisten Antoine Vestier.
1788 kehrte er nach Genf zurück. Er beschäftigte sich mit Miniatur-Aquarell- und Gouachemalerei auf Elfenbein. Im nächsten Jahr debütierte er mit zwei Porträts im Genfer Salon.
Im Jahre 1790 heiratete er Marie Isaline Fé, Tochter eines Graveurs und Emaillekünstlers, und wurde später Vater von zwei Söhnen und zwei Töchtern. Noch vor dem Entstehen der Helvetischen Republik emigrierte Bouvier 1797 nach Hamburg, wo er in Ruhe arbeiten konnte.
Bouvier kam 1801 erneut nach Genf und besuchte oft Paris. Er begann 1804 im Pariser Salon auszustellen und bekam seit 1808 Aufträge vom Hof. Er malte besonders zahlreiche Porträts der Kaiserin Joséphine de Beauharnais (Louvre, Paris). Im Jahre 1816 schuf er in Genf das Miniaturporträt von Madame de Staël, das ihm in Form eines Kupferstiches viel Erfolg brachte.
Er war mit den in Paris ansässigen Schweizer Künstlern Wolfgang-Adam Töpffer und Firmin Massot befreundet und malte einige Porträts gemeinsam mit ihnen. Von seinem Sitz in Paris besuchte Bouvier die Schweiz, Belgien und Holland.
Neben seinen vielen Miniaturen Schweizer, Französischer und Englischer Persönlichkeiten schuf er auch Porträts in Aquarell oder farbloser Tuschemalerei und einige Ölporträts. Im Jahre 1827 erschien sein Handbuch der Ölmalerei, veröffentlicht in Strassburg und Paris, das ihm einen grossen Erfolg brachte und auch in deutscher und englischer Übersetzung erschien.
1828 wurde er in Genf zum Direktor der Schule der Figurenmalerei ernannt und bekleidete diesen Posten lebenslang. Bouvier erfand und baute eine Maschine zum Zerreiben von Pigmenten, die vom Institut de France 1829 anerkannt wurde.